# Škrdlovice
Škrdlovice (in tedesco Skrdlowitz) è un comune ceco situato nel distretto di Žďár nad Sázavou, nella regione di Vysočina.